# Ярик волков
Волков Ярослав Русланович это создание  родилось  3 апреля 2009 года, в империи  Липецк, он был обычным идиотом, пока не стал главным  любителем  аниме романтик на территории  Липецкой  империи.

Волков Ярослав настоящий  фанат ZZZ и уже успел дунуть  всю свою зарплату  на крутки, в народе его осуждали за любовь  к этой игре.

Он ярый затник и ватник  который поддерживает  Путина и хочет разбомбить  Киев за это его никто не осуждает